# Kabinett Heemskerk/van Lynden van Sandenburg
Das Kabinett Heemskers/Van Lynden van Sandenburg war das fünfzehnte Kabinett der Niederlande. Es bestand vom 27. August 1874 bis zum 3. November 1877.

## Zusammensetzung
| Amt               | Amtsinhaber | Bemerkungen |
| ----------------- | --- | --- |
| Ministerpräsident | Jan Heemskerk Constantijn Theodoor van Lynden van Sandenburg | |
| Auswärtiges       | Pieter Joseph August Marie van der Does de Willebois | |
| Justiz            | Constantijn Theodoor van Lynden van Sandenburg | |
| Inneres           | Jan Heemskerk | |
| Finanzen          | Hendrik Jacob van der Heim | |
| Krieg             | August Willem Philip Weitzel Hendrik Johannes Enderlein Willem Frederik van Erp Taalman Kip (komm.) Guillaume Jean Gérard Klerck Willem Frederik van Erp Taalman Kip (komm.) Hendrik Johan Rudolph Beyen | bis 29. April 1875 bis 1. Januar 1876 bis 1. Februar 1876 bis 11. September 1876 bis 30. September 1876 ab 30. September 1876 |
| Marine            | Willem Frederik van Erp Taalman Kip | |
| Kolonien          | Willem van Goltstein van Oldenaller Fokko Alting Mees | bis 11. September 1876 ab 11. September 1876                                                                                  |